# Apollon Torta
Apollon Torta, né le 28 novembre 1896 à Marseille et mort le 13 juin 1963 à La Ciotat, est un footballeur français évoluant au poste de milieu de terrain. 

## Biographie
Il évolue de 1918 à 1923 aux Sports athlétiques provençaux puis rejoint l'Olympique de Marseille. Il remporte avec le club phocéen la Coupe de France de football 1923-1924 ainsi que la Coupe de Provence 1924.

## Sources
- Alain Pécheral, La grande histoire de l'OM (Des origines à nos jours), L'Équipe, 2007, 507 p. (ISBN 978-2-916400-07-5), p. 44 et 102